# Trichestra anthophila
Trichestra anthophila är en fjärilsart som beskrevs av Butler 1882. Trichestra anthophila ingår i släktet Trichestra och familjen nattflyn. Inga underarter finns listade i Catalogue of Life.